# Warmeriville
Warmeriville est une commune française, située dans le département de la Marne en région Grand Est.

## Géographie
Warmeriville est arrosée par la Suippe.
| Isles-sur-Suippe |              | Ménil-Lépinois |
|                  | Warmeriville | Aussonce       |
| Lavannes         |              | Heutrégiville  |

### Hydrographie

#### Réseau hydrographique
La commune est dans la région hydrographique « la Seine du confluent de l'Oise (inclus) à l'embouchure » au sein du bassin Seine-Normandie. Elle est drainée par la Suippe, le ruisseau de Vert et divers bras de la Suippe,.
La Suippe, d'une longueur de 82 km, prend sa source dans la commune de Tailly et se jette  dans l'Aisne à Saint-Juvin, après avoir traversé 27 communes. Les caractéristiques hydrologiques de la Suippe sont données par la station hydrologique située sur la commune de Warmeriville. Le débit moyen mensuel est de 2,81 m3/s. Le débit moyen journalier maximum est de 12,9 m3/s, atteint lors de la crue du 29 mars 2001. Le débit instantané maximal est quant à lui de 13 m3/s, atteint le même jour.

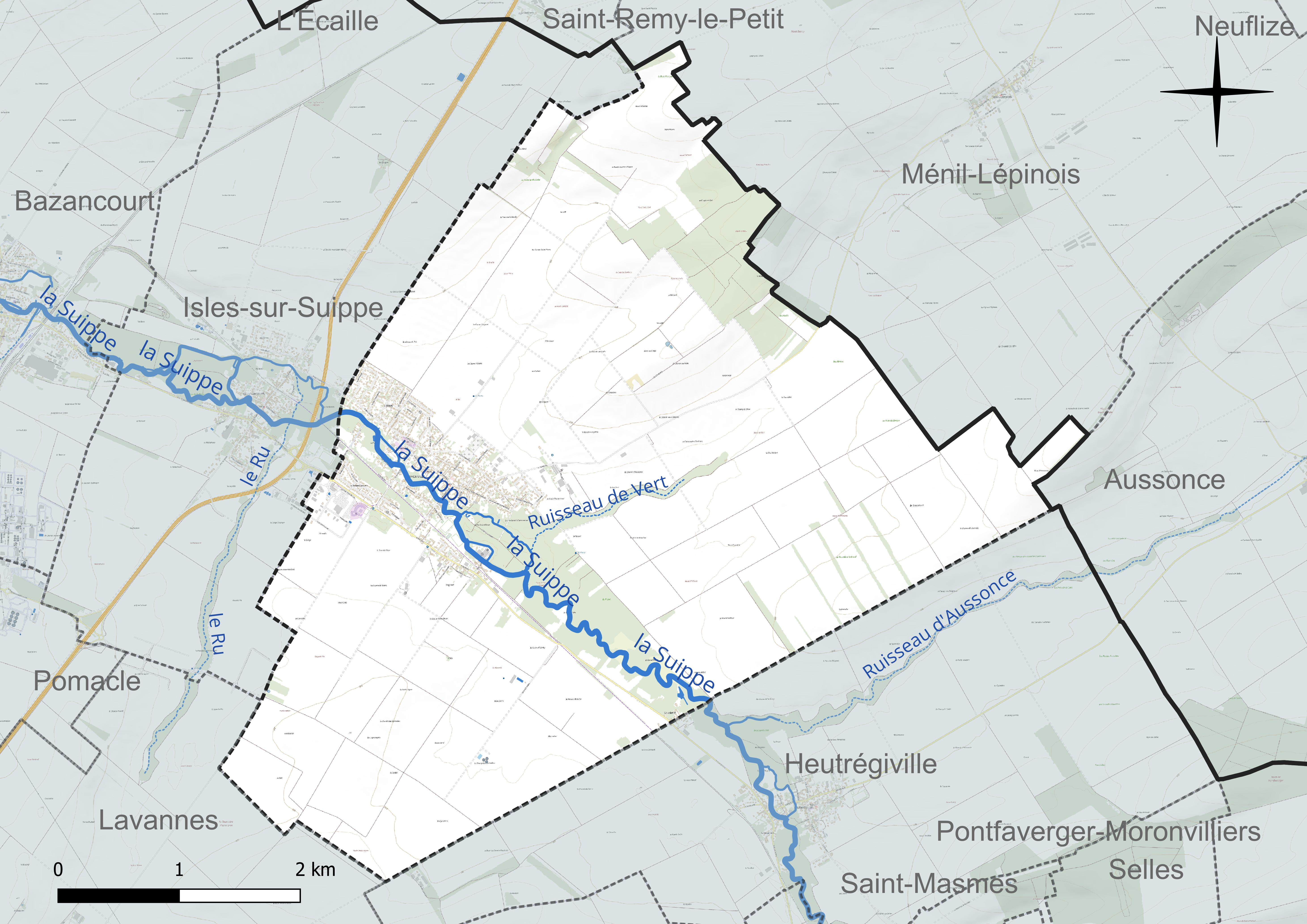
Réseau hydrographique de Warmeriville.

#### Gestion et qualité des eaux
Le territoire communal est couvert par le schéma d'aménagement et de gestion des eaux (SAGE) « Aisne Vesle Suippe ». Ce document de planification, dont le territoire s’étend sur 3 096 km2 répartis sur trois départements (Aisne, Marne et Ardennes) et deux régions (Champagne-Ardenne et Picardie), a été approuvé le 16 décembre 2013. La structure porteuse de l'élaboration et de la mise en œuvre est le Syndicat d’aménagement des bassins Aisne Vesle Suippe (SIABAVES). 
La qualité des cours d’eau peut être consultée sur un site dédié géré par les agences de l’eau et l’Agence française pour la biodiversité. 

### Climat
Pour des articles plus généraux, voir Climat du Grand Est et Climat de la Marne.
En 2010, le climat de la commune est de type climat océanique dégradé des plaines du Centre et du Nord, selon une étude du Centre national de la recherche scientifique s'appuyant sur une série de données couvrant la période 1971-2000. En 2020, Météo-France publie une typologie des climats de la France métropolitaine dans laquelle la commune est exposée à un climat océanique altéré et est dans la région climatique  Nord-est du bassin Parisien, caractérisée par un ensoleillement médiocre, une pluviométrie moyenne régulièrement répartie au cours de l’année et un hiver froid (3 °C). 
Pour la période 1971-2000, la température annuelle moyenne est de 10,2 °C, avec une amplitude thermique annuelle de 15,6 °C. Le cumul annuel moyen de précipitations est de 688 mm, avec 11,3 jours de précipitations en janvier et 8,6 jours en juillet. Pour la période 1991-2020, la température moyenne annuelle observée sur la station météorologique de Météo-France la plus proche, « Mailly-civc », sur la commune de Mailly-Champagne à 23 km à vol d'oiseau, est de 11,2 °C et le cumul annuel moyen de précipitations est de 755,5 mm. 
La température maximale relevée sur cette station est de 39,8 °C, atteinte le 25 juillet 2019 ; la température minimale est de −20 °C, atteinte le 16 janvier 1985,,. 
Les paramètres climatiques de la commune ont été estimés pour le milieu du siècle (2041-2070) selon différents scénarios d'émission de gaz à effet de serre à partir des nouvelles projections climatiques de référence DRIAS-2020. Ils sont consultables sur un site dédié publié par Météo-France en novembre 2022.

## Urbanisme

### Typologie
Au 1er janvier 2024, Warmeriville est catégorisée petite ville, selon la nouvelle grille communale de densité à sept niveaux définie par l'Insee en 2022.
Elle appartient à l'unité urbaine de Warmeriville, une agglomération intra-départementale regroupant deux  communes, dont elle est ville-centre,,. Par ailleurs la commune fait partie de l'aire d'attraction de Reims, dont elle est une commune de la couronne,. Cette aire, qui regroupe 294 communes, est catégorisée dans les aires de 200 000 à moins de 700 000 habitants,.

### Occupation des sols
L'occupation des sols de la commune, telle qu'elle ressort de la base de données européenne d’occupation biophysique des sols Corine Land Cover (CLC), est marquée par l'importance des territoires agricoles (82,6 % en 2018), en diminution par rapport à 1990 (83,8 %). La répartition détaillée en 2018 est la suivante :
terres arables (82,6 %), forêts (11 %), zones urbanisées (5,7 %), zones industrielles ou commerciales et réseaux de communication (0,7 %). L'évolution de l’occupation des sols de la commune et de ses infrastructures peut être observée sur les différentes représentations cartographiques du territoire : la carte de Cassini (XVIIIe siècle), la carte d'état-major (1820-1866) et les cartes ou photos aériennes de l'IGN pour la période actuelle (1950 à aujourd'hui).

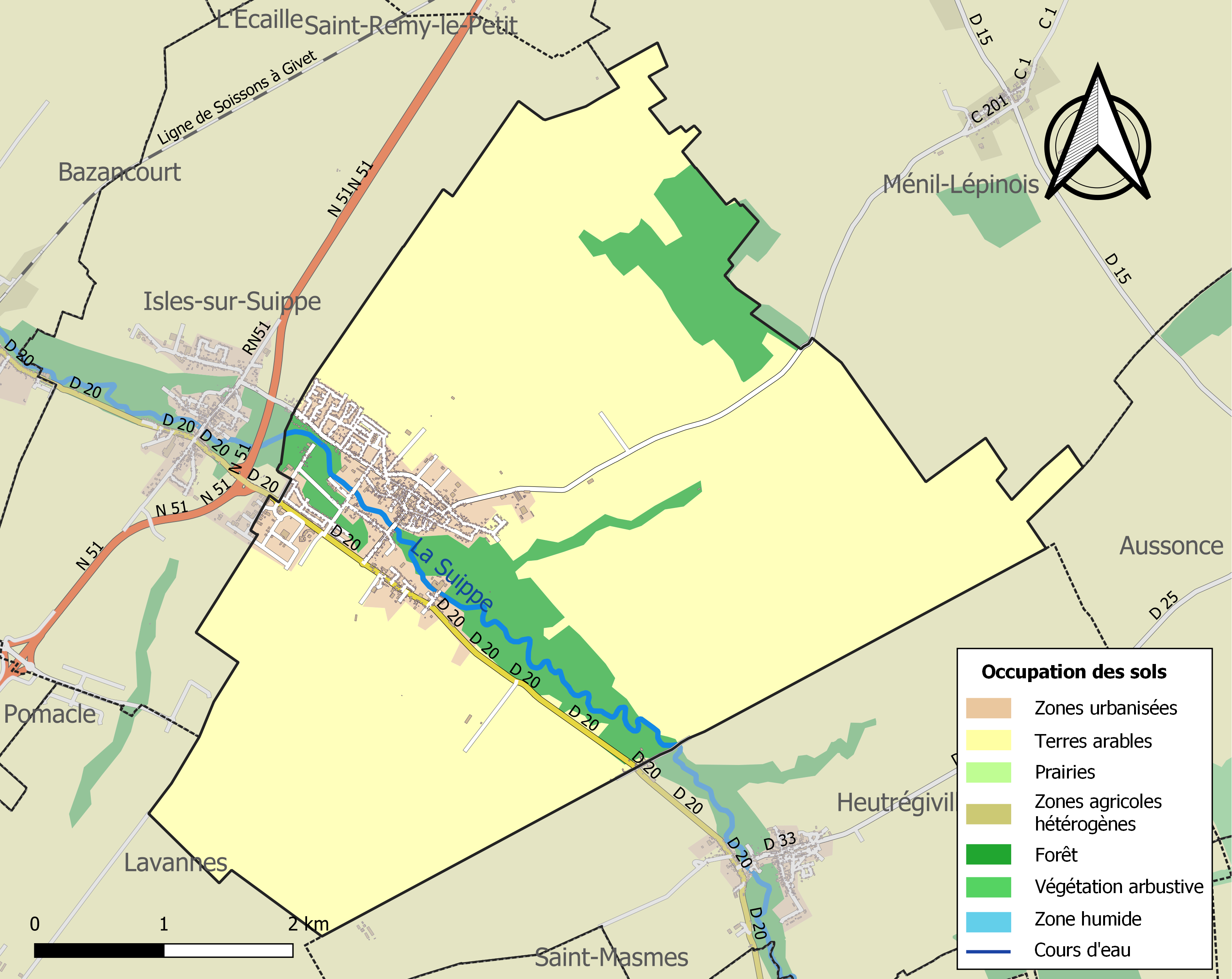
Carte des infrastructures et de l'occupation des sols de la commune en 2018 (CLC).

## Toponymie
Le nom de la localité est attesté sous les formes Warmerii Villa, Villa Warmerena (commencement du XIe siècle) ; Guarmerivilla (1149) ; Warmerevilla (1181) ; Garmerivilla (1189) ; Warmeri Villa (1190) ; Garmereivilla (1192) ; Verrewilla (1205) ; Wameriville (vers 1222) ; Warmerivile (1249) ; Warmereivilla (1262) ; Varmerivilla (1346) ; Warmeryville (vers 1371) ; Vermeriville (1384) ; Warmeriville-sur-Suippe (1526) ; Warmerivil (1556) ; Vuarmeriville (1758).

## Histoire

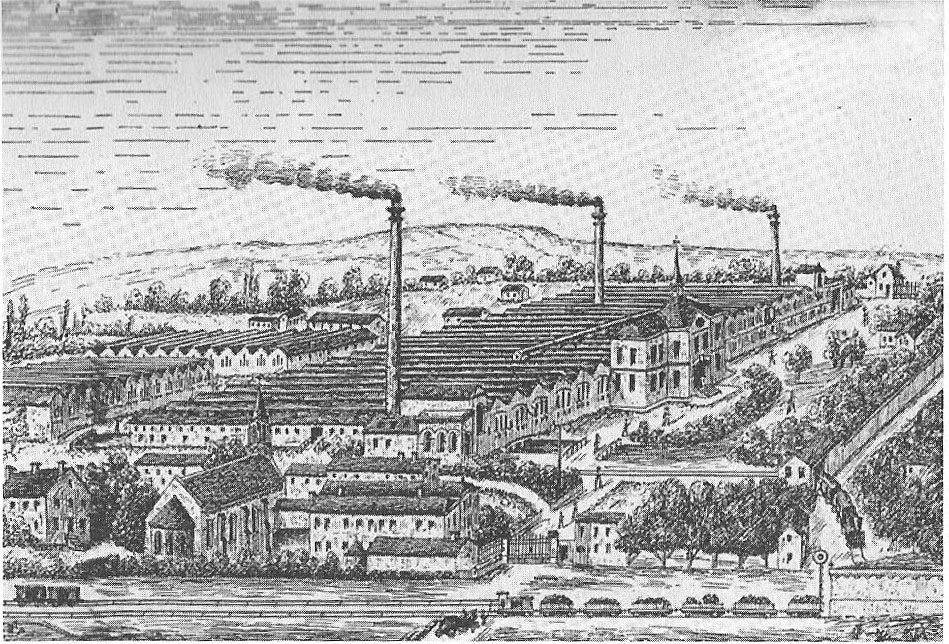
Le Val des Bois.

Lors de la protohistoire, Warmeriville était un oppidum celte sur lequel furent retrouvés deux tumulus et une nécropole en 1894 par monsieur Bosteaux-cousin. La voie Reims-Trèves passait la Suippe à Vaudetré.
Des fouilles des années 2010 montrent que le site est occupé continument depuis le Ve siècle. À l'époque mérovingienne, plusieurs dizaines de cabanes d'habitation ou sièges d'activités artisanales et agricoles, comme laiteries et ateliers de tissage, y sont répertoriées.
Tout au long de l'histoire, Warmeriville reste une place forte puisqu'elle appartenait conjointement aux a de Reims et aux comtes de Rethel, et qu'ils y édifièrent un château sur une butte appelée « La motte aux Griffons » au lieu-dit Ragonet.
Au XIXe siècle, la ville a vu l'installation d'une entreprise liée à la laine qui s'est installée sur la reprise d'un ancien moulin, les entrepreneurs Harmel y employèrent des dizaines de familles et y instaurèrent le catholicisme social au Val des Bois.

## Politique et administration

### Liste des maires
| Période                                  | Période      | Identité              | Étiquette | Qualité                                  |
| ---------------------------------------- | ------------ | --------------------- | --------- | ---------------------------------------- |
| avant 1874                               | après 1876   | Hanrot                |           |                                          |
| 1879                                     |              | Benoist               |           |                                          |
| 1896                                     | 1899 (décès) | Félix Harmel          |           | Industriel                               |
| 1899                                     | 1915         | Maurice Harmel        |           | Frère du précédent                       |
| 1915                                     | 1917         | Léon Harmel (fils)    |           | Nommé par les allemands                  |
| 1917                                     | ?            | Léon Loth             |           | Nommé par les allemands                  |
|                                          |              |                       |           |                                          |
| mars 1989 ?                              | mars 2001 ?  | Jean-Pierre de Bruyne |           |                                          |
| mars 2001                                | En cours     | Patrice Mousel        | DVD       | Retraité Réélu pour le mandat 2020-2026, |
| Les données manquantes sont à compléter. |              |                       |           |                                          |

### Jumelages
Warmeriville est jumelé avec la commune italienne de Arre, dans la province de Padoue (35020).

## Démographie
L'évolution du nombre d'habitants est connue à travers les recensements de la population effectués dans la commune depuis 1793. Pour les communes de moins de 10 000 habitants, une enquête de recensement portant sur toute la population est réalisée tous les cinq ans, les populations de référence des années intermédiaires étant quant à elles estimées par interpolation ou extrapolation. Pour la commune, le premier recensement exhaustif entrant dans le cadre du nouveau dispositif a été réalisé en 2004.

En 2022, la commune comptait 2 689 habitants, en évolution de +11,72 % par rapport à 2016 (Marne : −1,19 %, France hors Mayotte : +2,11 %).
| 1793 | 1800 | 1806 | 1821 | 1831  | 1836  | 1841  | 1846  | 1851  |
| ---- | ---- | ---- | ---- | ----- | ----- | ----- | ----- | ----- |
| 725  | 756  | 836  | 835  | 1 034 | 1 134 | 1 219 | 1 453 | 1 524 |

| 1856  | 1861  | 1866  | 1872  | 1876  | 1881  | 1886  | 1891  | 1896  |
| ----- | ----- | ----- | ----- | ----- | ----- | ----- | ----- | ----- |
| 1 724 | 1 829 | 1 994 | 2 148 | 1 946 | 2 044 | 2 254 | 2 381 | 2 358 |

| 1901  | 1906  | 1911  | 1921  | 1926  | 1931  | 1936  | 1946  | 1954  |
| ----- | ----- | ----- | ----- | ----- | ----- | ----- | ----- | ----- |
| 2 138 | 2 063 | 2 112 | 1 117 | 1 492 | 1 411 | 1 376 | 1 361 | 1 369 |

| 1962  | 1968  | 1975  | 1982  | 1990  | 1999  | 2004  | 2006  | 2009  |
| ----- | ----- | ----- | ----- | ----- | ----- | ----- | ----- | ----- |
| 1 345 | 1 375 | 1 240 | 1 517 | 2 151 | 2 156 | 2 134 | 2 147 | 2 146 |

| 2014  | 2019  | 2022  | - | - | - | - | - | - |
| ----- | ----- | ----- | - | - | - | - | - | - |
| 2 323 | 2 591 | 2 689 | - | - | - | - | - | - |

## Culture et patrimoine

### Lieux et monuments

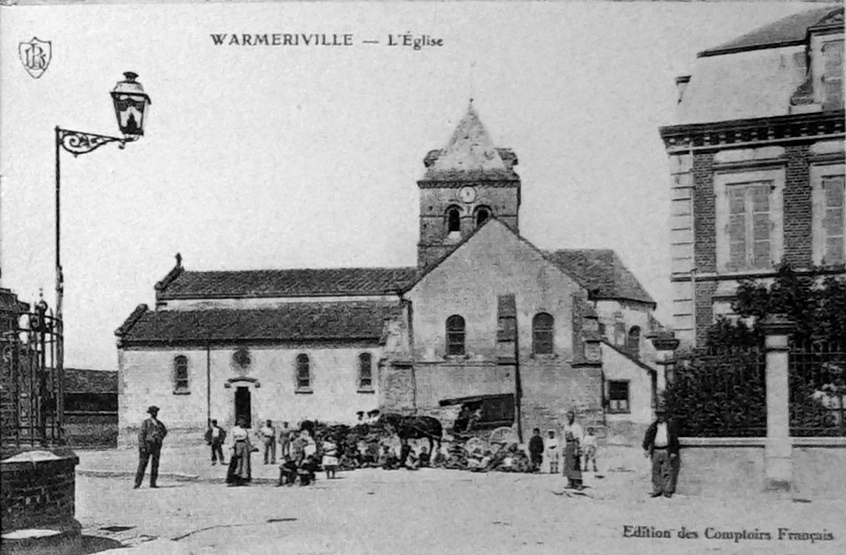
L'église sur une carte du début du XXe siècle.

- Les Amoureux est une sculpture réalisée par Éric Sleziak, auteur de Woinic[29].
- Le monument aux morts de Warmeriville est l'œuvre du sculpteur Eugène Bourgouin, inaugurée en 1925[30].
- Le cimetière militaire allemand.

### Personnalités liées à la commune
- Léon Harmel ;
- Le colonel Pierre Bouchez (hameau de Vaudétré) ;
- Jean-Paul Gaidoz, ancien joueur du stade de Reims.

## Héraldique
| Armes de Warmeriville | Les armes de la commune se blasonnent ainsi : d'azur au chevron d'or chargé d'un écusson de gueules à la bande d'or, accompagné de trois épées d'argent. |